# (8002) 1986 XF5
1986 أكس أف 5 (ويعرف أيضًا باسم (8002) 1986 أكس أف 5 وفق تسمية الكوكب الصغير) (بالإنجليزية: 1986 XF5)‏ هو كويكب ضمن حزام الكويكبات؛ وترتيبه 8002 من حيث الاكتشاف.
اكتُشف هذا الجُرم الفلكي بواسطة Antonín Mrkos ‏ في 4 ديسمبر 1986.

## وصلات خارجية
- (8002) 1986 XF5 في قاعدة بيانات مختبر الدفع النفاث لأجرام النظام الشمسي الصغيرة

- الاكتشاف · مخطط المدار ·  العناصر المدارية · المعلمات المادية

- (8002) 1986 XF5 على موقع ويكي سكاي: DSS2, SDSS, GALEX, IRAS, Hydrogen α, X-Ray, Astrophoto, Sky Map, Articles and images